# U-Bahn-Station Rennbahnweg
Rennbahnweg is een metrostation in het district Donaustadt van de Oostenrijkse hoofdstad Wenen. Het station werd geopend op 2 september 2006 en wordt bediend door lijn U1. De naamgevende Rennbahnweg werd in 1928 genoemd naar de reserve drafbaan van de Wiener Trabrennverein die hier destijds lag.

## Geschiedenis
Op 26 januari 1968 werd besloten om een metronet in Wenen aan te leggen met drie lijnen waaronder de U1 tussen Reumannplatz en Praterstern. De nadere uitwerking van het metronet, de U-Bahn-Netzvariante M uit 1970, omvatte een veel groter net met verlengingen die pas later zouden worden toegevoegd. Het station Rennweg was hierin opgenomen als onderdeel van de noordelijke verlenging van de U1 die op 2 september 2006 tussen Kagran en Leopoldau werd geopend. 

## Ligging en inrichting
Het viaductstation ligt parallel aan de Wagramer Straße ter hoogte van de Rennbahnweg naast de Trabrenngründe, een buurt met sociale woningbouw met 2400 woningen en 7000 inwoners, op het terrein van de vroegere drafbaan. Het eilandperron is aan beide uiteinden via trappen en liften verbonden met de respectievelijke toegangshallen op straatniveau. De zuidelijke ligt bij het kruispunt  Wagramer Straße / Rennbahnweg, de noordelijke ligt bij het parkeerterrein tussen het station en de Trabrenngründe. 
Bij het station kan worden overgestapt op de stadsbussen 25A, richting Süßenbrunn en 27A tussen Kagran en Erzherzog-Karl-Straße (Stadlau). Daarnaast hebben meerdere streekbuslijnen naar het Wienviertel een halte bij het station.  

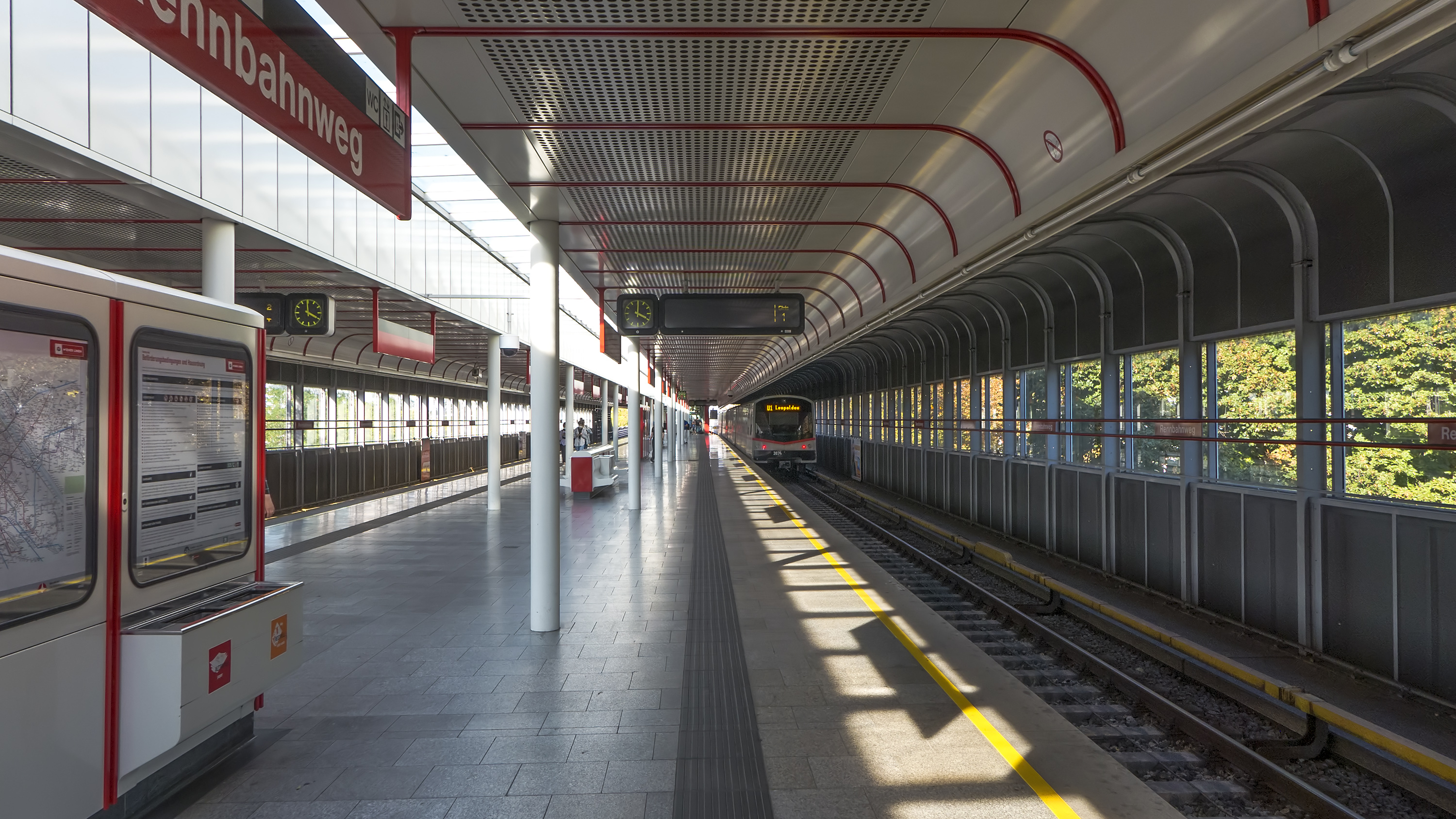
Het perron op het viaduct.
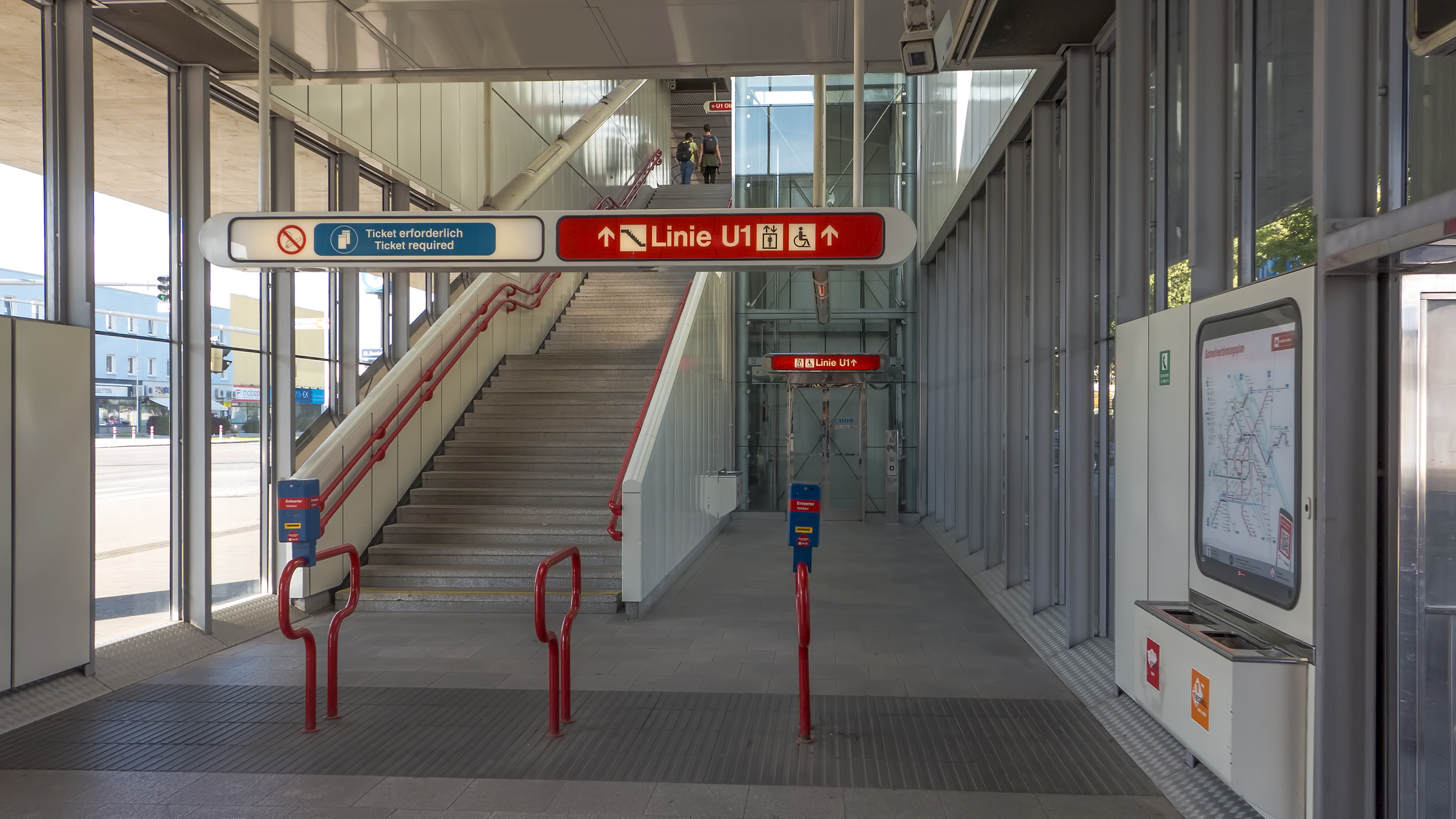
De zuidelijke toegangshal.
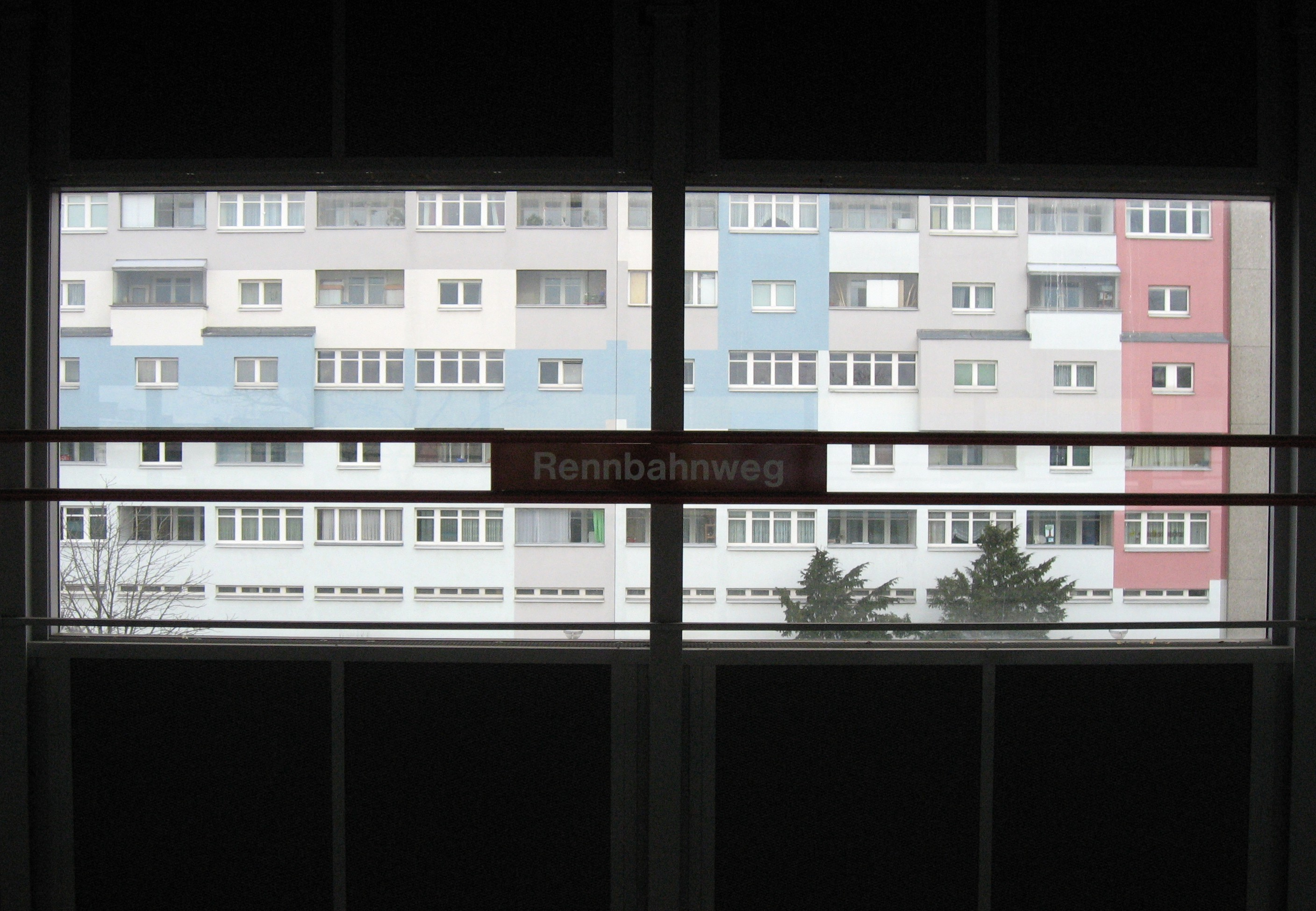
de Trabrenngründe gezien uit het station.